# Malansac
Malansac är en kommun i departementet Morbihan i regionen Bretagne i nordvästra Frankrike. Kommunen ligger i kantonen Rochefort-en-Terre som tillhör arrondissementet Vannes. År 2022 hade Malansac 2 292 invånare.

## Befolkningsutveckling
Antalet invånare i kommunen Malansac
| Referens: INSEE |